# Battlefield 1942: The Road to Rome
Battlefield 1942: The Road to Rome – gra komputerowa z gatunku first-person shooter, wyprodukowana przez studio DICE i wydana w 2003 roku przez Electronic Arts. Jest to dodatek do gry Battlefield 1942.

## Charakterystyka
Dodatek zawiera sześć nowych map, które oparte są na walkach we Włoszech w czasie II wojny światowej. Są to: Battle for Anzio (bitwa pod Anzio), Battle for Salerno (bitwa pod Salerno), Monte Cassino (bitwa o Monte Cassino), Monte Santa Croce, Operation Baytown (operacja "Baytown") oraz Operation Husky (operacja "Husky"). Dodano również osiem nowych pojazdów (m.in. samoloty myśliwsko-bombowe De Havilland Mosquito i Messerschmitt Bf 110 oraz czołg M3 Lee) oraz nową broń (m.in. karabin maszynowy Breda 30 i pistolet maszynowy Sten). Ponadto pojawiły się nowe strony konfliktu – wojska włoskie i francuskie. Dodatek nie posiada własnego intro, odtwarzane jest standardowe intro gry Battlefield 1942.

## Odbiór gry
Dodatek został oceniony bardzo pozytywnie. Serwis IGN wystawił mu ocenę 9,1, a serwis GameSpot ocenił go na 8,9. Wysoko oceniono wykonanie map, natomiast zarzucono mu brak nowych trybów gry wieloosobowej, niewielką liczbę nowych broni i brak poprawy stabilności.